# Església Parroquial de Santa Maria de Lagos
L'Església Parroquial de Santa Maria de Lagos és un edifici situat a la ciutat de Lagos, a Portugal. Començà a construir-se al segle xv, i es coneixia inicialment com a Església de la Misericòrdia.

## Descripció
L'església de Santa Maria es troba a la plaça de l'Infant D. Henrique, al centre de la ciutat de Lagos. L'edifici presenta una composició simètrica, una sola nau de planta rectangular, amb un baptisteri, una capella major elevada i un cor, situat a la zona d'entrada. En destaca la imatge de La Pietat a l'interior. L'església té dues torres amb campanars. Les baranes i motllures de les finestres destaquen pels seus elaborats treballs de pedra i serralleria. Per a accedir a la nau, també hi ha una porta a la façana lateral de l'església.
Annexa a l'església hi ha l'edifici de la Caserna dels Remadors de la Duana, construït al segle xvii.

## Història
Les obres de l'església començaren al 1498, junt a l'antic Hospital de la Misericòrdia. El temple es construí parcialment damunt les ruïnes de les muralles primitives de Lagos, doncs han aparegut restes de la muralla dintre l'altar major. Així, el local on se situa l'església estava situat fora del centre original de Llacs, en una zona que possiblement encara formava part de la foz de la Ribeira dels Toros en la Ribeira de Bensafrim. La motllura de pedra de la porta lateral s'instal·là a la primeria del s. XVI, i l'església s'amplià al 1556 i es reparà al 1657. El portal formaria part del primer edifici, mentre que les motllures de les finestres i el nínxol superior poden haver estat col·locats posteriorment.
Malgrat haver estat danyada pel sisme de 1755, es convertí en l'església parroquial de Llacs perquè la de Santa Maria da Graça quedà totalment destruïda. Es reconstruí després del terratrèmol. El procés de transferència fou descrit per Domingos de Mello en la seua obra Memòria sobre la decadència i ruïna a què es troba reduïda la ciutat de Lagos, i mitjà de remeiar-la, escrita el 1821 i copiada per l'investigador Joaquim Negrão: «El terratrèmol de 1755, que tirà a terra quasi tot Lagos, va arruïnar i ensorrà totalment la parròquia i freguesia de Santa Maria, i per aquest desastrós accident, s'incorporà la freguesia a l'església de la Misericòrdia, que n'ha ocupat les funcions: en aquestes circumstàncies, i feta la transferència de l'Hospital de la Misericòrdia, pot l'església d'aquest nom continuar servint, com ja ho és, de freguesia.». L'autor proposa igualment que l'hospital de la Misericòrdia es transferís al Convent de Nossa Senhora do Carmo, llavors en procés de tancament, l'església del qual també podria ser transferida a la Misericòrdia: «Subdividir el convent en parts proporcionades: 1. Per a Hospital militar: 2 Per a Hospital de la Misericòrdia; i 3. Per a una Casa d'Instrucció i Educació pública. L'església de les religioses pot servir de Misericòrdia, en lloc de la que resta com a freguesia».
L'església de Santa Maria quedà més tard destruïda per un incendi, i es reedificà a finals del s. XIX.
El 1983, se'n feren obres de restauració a l'interior. El 10 d'octubre del 1984, el Diário de Lisboa informa de l'acord entre el Ministeri de l'Equipament Social i la Cambra Municipal de Lagos per a un extens programa de rehabilitació urbana al centre històric de la ciutat; llavors l'església de Santa Maria era un dels principals monuments necessitats d'obres.
El 2005, es feren sondatges arqueològics a la façana sud-oest de l'església de Santa Maria, al carrer del Castell de Governadors. S'hi trobades peces antigues, com ara fragments de ceràmica comuna dels segles XV i XVI i vidrada de tradició musulmana, monedes i altres peces metàl·liques, una petita eina en pedra, i restes d'àncores.

## Galeria d'imatges

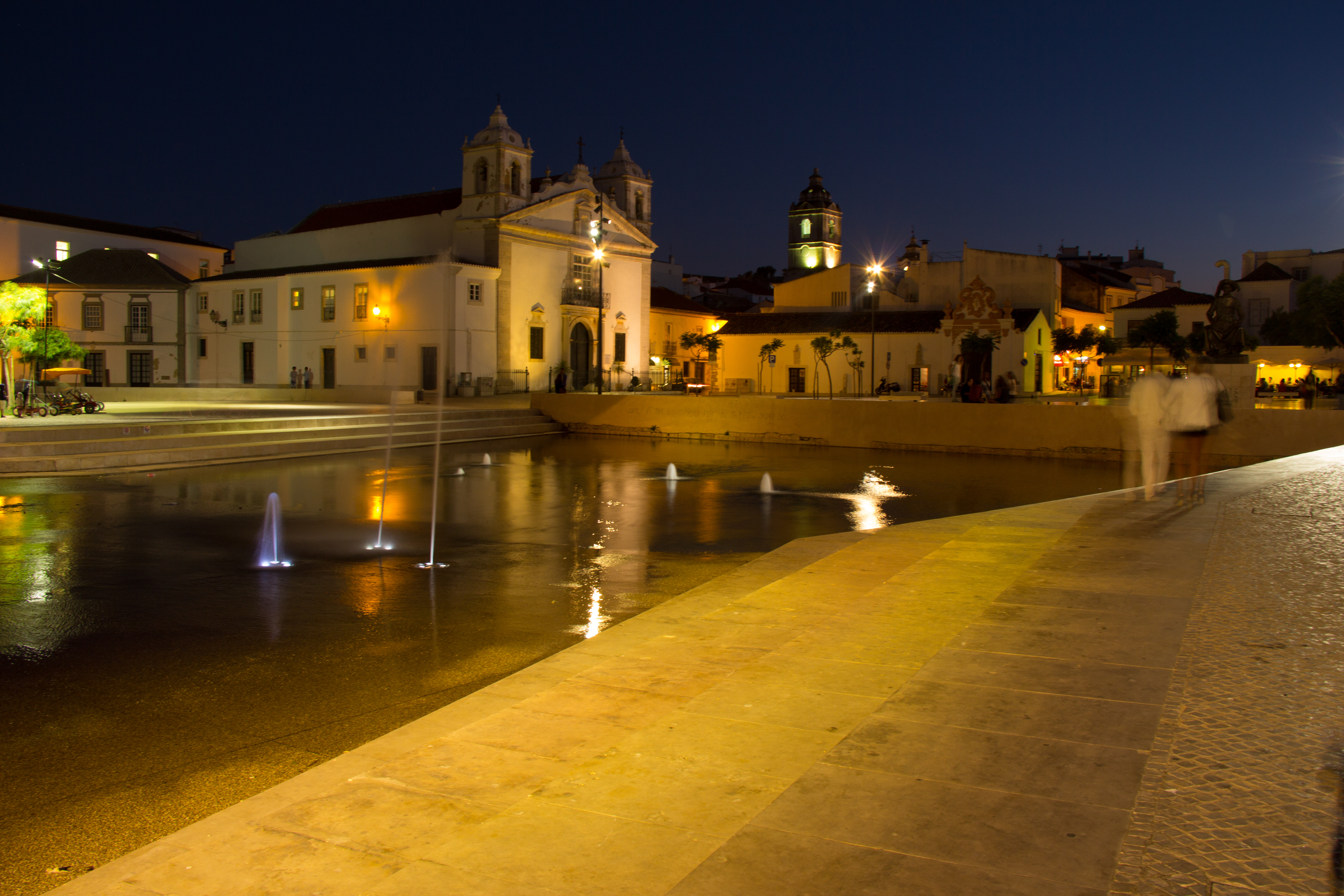
Vista de l'església durant la nit, al 2014
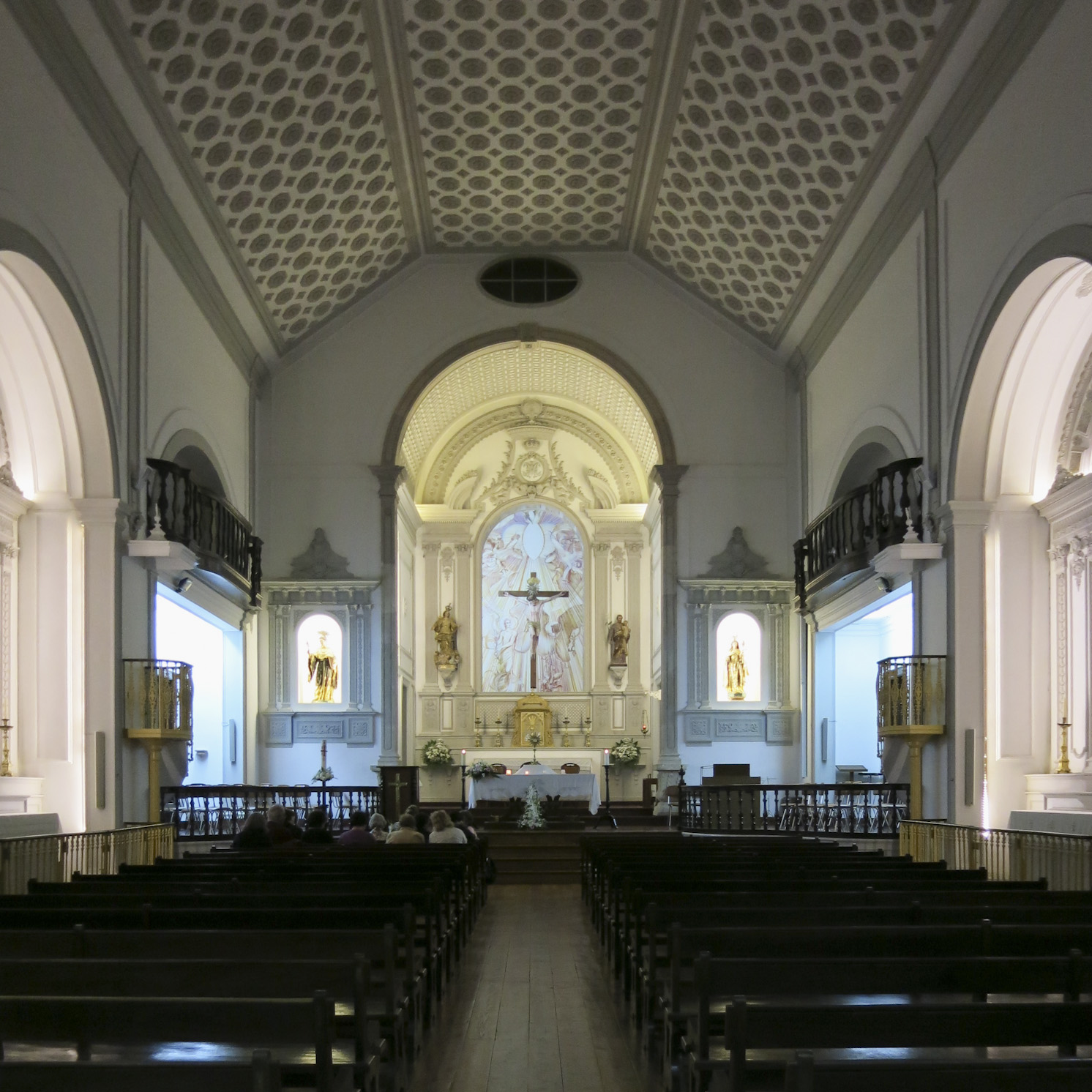
Interior de l'església, al 2014
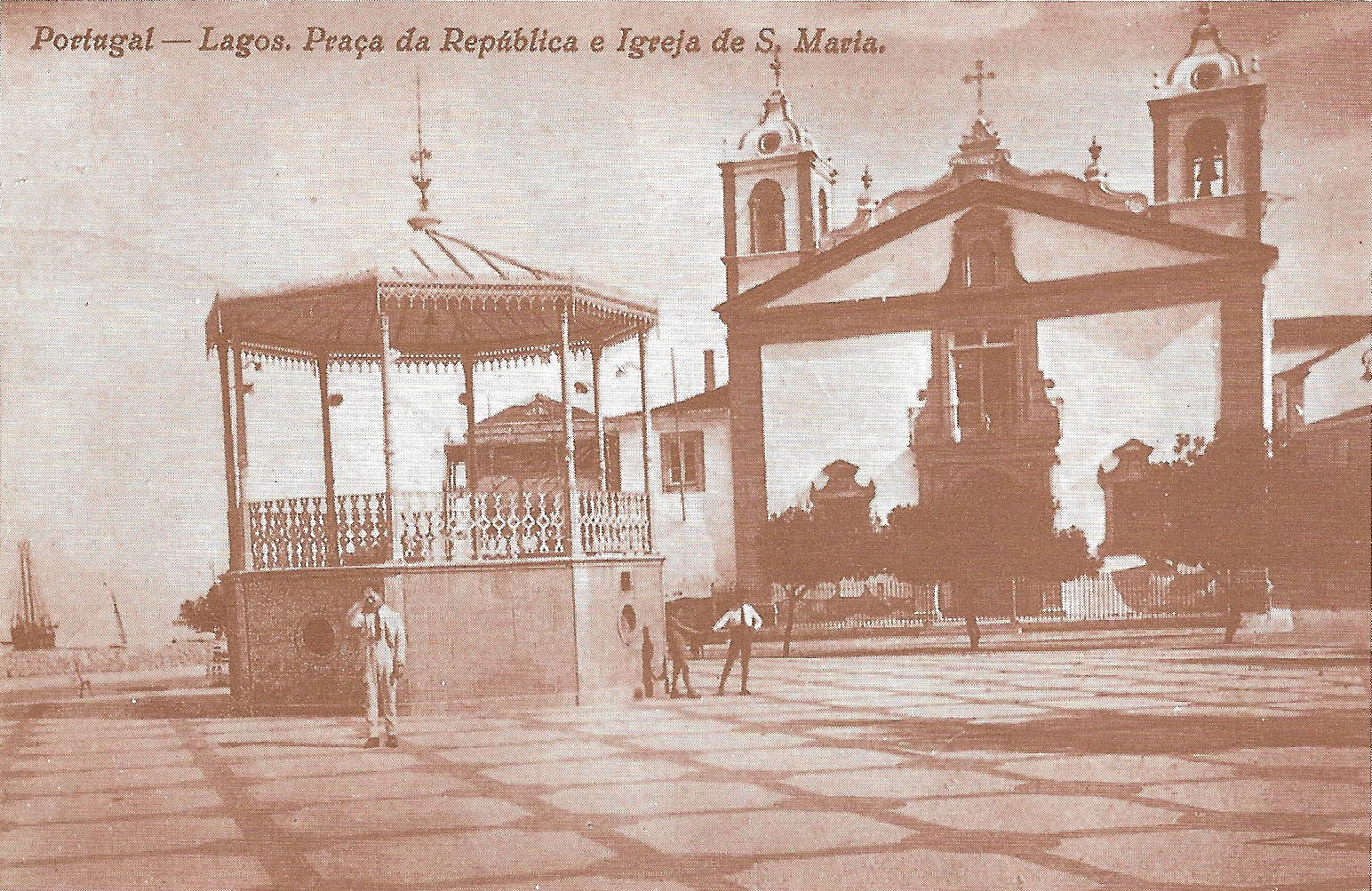
Postal amb la plaça de la República i l'església